# تشنج جثي
تشنج جثي (بالإنجليزية: Cadaveric spasm)‏ يُعرف أيضًا باسم تشنج ما بعد الوفاة، أو تيبس لحظي، أو صلابة حادة، أو صلابة لحظية، هو شكل نادر من أشكال تصلب العضلات الذي يحدث في لحظة الوفاة ويستمر حتى فترة الوفاة الصارمة. يمكن التمييز بين تشنج الجثة وبين الوخز الشديد لأن الأول هو تشديد أقوى للعضلات التي لا يمكن التراجع عنها بسهولة، كما يمكن أن يكون التشنج الصارم.
السبب غير معروف ولكنه يرتبط عادةً بموت عنيف في ظل ظروف جسدية شديدة بمشاعر شديدة.

## مظهر
قد يؤثر تشنج الجثث على جميع العضلات في الجسم، ولكن عادةً ما تكون مجموعات فقط، مثل الساعدين أو اليدين. يظهر تشنج الجثث في حالات ضحايا الغرق عندما يتم الحشائش أو الحشائش أو الجذور أو غيرها من المواد، ويوفر دليلًا على الحياة وقت دخول الماء. غالبًا ما يتبلور تشنج الجثث في آخر نشاط قام به قبل الموت، وبالتالي فهو مهم في تحقيقات الطب الشرعي، على سبيل المثال التمسك بسكين بإحكام.

## آلية فسيولوجية
مطلوب أدينوسين ثلاثي الفوسفات (ATP) لإعادة امتصاص الكالسيوم في الشبكة الساركوبلازمية للساركومير (SR). عندما تسترخي العضلات، يتم إرجاع رؤوس الميوسين إلى موضع «الطاقة العالية»، وتكون جاهزة وتنتظر أن يصبح موقع الربط على خيوط الأكتين متاحًا. نظرًا لعدم توفر أدينوسين ثلاثي الفوسفات (ATP)، لا يمكن لأيونات الكالسيوم التي تم إصدارها مسبقًا العودة إلى SR. تتحرك أيونات الكالسيوم المتبقية في داخل الساركومير وقد تجد في النهاية طريقها إلى موقع ملزم على البروتين التنظيمي للخيوط الرقيقة. نظرًا لأن رأس الميوسين جاهز بالفعل للربط، فلن تكون هناك حاجة إلى نفقات أدينوسين ثلاثي الفوسفات (ATP) إضافية فينقبض الساركومير.
عندما تحدث هذه العملية على نطاق أوسع، يمكن أن يحدث تصلب المرتزقة الصارمة. يحدث بشكل رئيسي أثناء استخدام أدينوسين ثلاثي الفوسفات (ATP) العالي. في بعض الأحيان، يمكن أن تترافق تشنجات جدية مع الاختناق المثيرة مما يؤدي إلى الوفاة.
تم طرح تشنج الجثة كإجراء لرد فعل الرئيس جون كينيدي على رأسه القاتل في اغتياله عام 1963، للإشارة إلى سبب تحريك رأسه للخلف بعد الطلقة.

## جدال
طرح ماتياس بفافلي وداو ويلر، أساتذة الطب الشرعي بجامعة برن، سويسرا، خمسة متطلبات من أجل ملاحظة الوفاة وتصنيفها على أنها تحتوي على تشنج جثة:
- يجب أن يكون جزء الجسم المفترض أنه خضع للتشنج الجهادي قائما بذاته ضد قوة الجاذبية.[5]
- يجب ملاحظة المتوفى قبل أن يتطور الموت الصارم.[6]
- يجب أن يكون هناك توثيق كاف ومستمر للتغيرات اللاحقة للوفاة فيما يتعلق بشفاعة المتوفى
- يجب أن يكون مكان الوفاة بلا إزعاج قبل فحص مسرح الجريمة
- قد لا يكون هناك طرف ثالث عند الوفاة لضمان عدم التلاعب بالجسم

بسبب احتمال عدم دراسة كل هذه المتطلبات في موضوع واحد، من غير المحتمل أن يتم توثيق التشنجات الوعائية بشكل ثابت وبالتالي ثبت وجودها.
يوجد القليل جدًا من الأساس العلمي أو العلمي الفسيولوجي لدعم صحة التشنجات الجهادية. من الناحية الكيميائية، لا يمكن تفسير هذه الظاهرة على أنها تشبه الموتى الصارم «الحقيقي». لذلك، تم فحص واستكشاف مجموعة متنوعة من العوامل الأخرى في محاولة للمراعاة البديلة لحالات الوفاة المفترض أنها صارمة لحظية والتي تم الإبلاغ عنها. في دراسة نُشرت في المجلة الدولية للطب الشرعي، لم يكن هناك دليل ثابت على حدوث تشنجات جثث حتى في الوفيات من نفس النوع. من بين 65 حالة انتحار شديدة، ما زال هناك ضحيتان فقط يحتجزان سلاحهما بعد الوفاة. يشير معدل الإصابة المنخفض هذا إلى أن التشنج الوراثي الأصلي لم يتم عرضه. قد تلعب الجاذبية عاملًا كبيرًا في حبس الأطراف والأشياء الأخرى تحت الجسم في وقت الوفاة، وفي موضع الأطراف اللاحق الملحوظ بعد الموت. في حالات الوفاة المرتبطة بإصابة في الجمجمة أو العصبية، فإن تلف الأعصاب في الدماغ قد يمنع القدرة على إطلاق سلاح من اليد. إن انثناء العضلات الناهضة والمضادة بالتزامن قد يسهم بالإضافة إلى ذلك في التثبيت الملحوظ لجسم أو سلاح.